# Les petites victòries
Les petites victòries (títol original en francès, Les Petites Victoires) és una pel·lícula francesa dirigida per Mélanie Auffret, estrenada el 2023. S'ha doblat i subtitulat al català.
Es va presentar al Festival Internacional de Cinema de Comèdia de L'Aup d'Uès de 2023, on va guanyar el Premi del Públic i el Premi Especial del Jurat.